# Jenggrong
Jenggrong is een bestuurslaag in het regentschap Lumajang van de provincie Oost-Java, Indonesië. Jenggrong telt 6269 inwoners (volkstelling 2010).